# Мэдисон, Ноэл
Ноэл Мэдисон (англ. Noel Madison; 30 апреля 1897 Нью-Йорк — 6 января 1975 Форт-Лодердейл, Флорида), американский актёр. В 1930—1940-х годах снялся в 75 фильмах, чаще всего в ролях гангстеров.

## Избранная фильмография
| Год  |   | Русское название         | Оригинальное название            | Роль                    |
| ---- | - | ------------------------ | -------------------------------- | ----------------------- |
| 1930 | ф | Праздник грешников       | Sinners’ Holiday                 | Бак Роджерс             |
| 1931 | ф | Маленький Цезарь         | Little Caesar                    | убийца Пеппи            |
| 1932 | ф | —                        | Play Girl                        | Марти Хапп              |
| 1932 | ф | Последняя миля           | The Last Mile                    | Д’Аморо                 |
| 1932 | ф | Я и моя девушка          | Me and My Gal                    | Бэби Фейс Кастенега     |
| 1934 | ф | Дом Ротшильдов           | The House of Rothschild          | Карл Ротшильд           |
| 1934 | ф | Манхэттенская мелодрама  | Manhattan Melodrama              | Мэнни Арнольд           |
| 1935 | ф | Четыре часа на убийство! | Four Hours to Kill!              | Андерсон                |
| 1935 | ф | Джимены                  | G Men                            | Дерфи                   |
| 1935 | ф | —                        | The Pace That Kills              | Ник                     |
| 1936 | ф | —                        | Murder at Glen Athol             | Гас Коллети             |
| 1936 | ф | Наши отношения           | Our Relations                    | второй гангстер в клубе |
| 1936 | ф | —                        | The House of Secrets             | Дэн Уортон              |
| 1937 | ф | —                        | Gangway                          | Майк Оттерман           |
| 1938 | ф | —                        | Sailing Along                    | Уинди                   |
| 1938 | ф | —                        | Kate Plus Ten                    | Грегори                 |
| 1938 | ф | Поднимаясь выше          | Climbing High                    | Гибсон                  |
| 1938 | ф | —                        | Anything to Declare?             | доктор Кли              |
| 1939 | ф | Чарли Чан в городе тьмы  | Charlie Chan in City in Darkness | Белеску                 |
| 1941 | ф | Шаги в темноте           | Footsteps in the Dark            | Леопольд Фиссу          |
| 1941 | ф | Западное шоссе           | Highway West                     | Салво, подручный        |
| 1942 | ф | —                        | Secret Agent of Japan            | Сайто                   |
| 1942 | ф | —                        | Bombs over Burma                 | Ми-Хой                  |
| 1942 | ф | Мисс Ви из Москвы        | Miss V from Moscow               | Фриц Клайс              |
| 1943 | ф | Чёрный ворон             | The Black Raven                  | Майк Бардони            |
| 1943 | ф | Жучки                    | Jitterbugs                       | Тони Куин               |
| 1948 | ф | —                        | The Gentleman from Nowhere       | Винсент Сойер           |